# 라은심
라은심(1988년 7월 2일 ~ )은 북한의 전직 여자 축구 선수로 선수 시절 포지션은 공격수였다.

## 클럽 경력
라은심은 함경북도 경성군에서 김책제철련합기업소에서 근무하던 노동자의 둘째 딸로 태어났으며 아버지를 따라 청진시로 이주했다. 조선민주주의인민공화국의 선전 매체인 《로동신문》, 《조선의 오늘》의 보도에 따르면 라은심은 청진제8소학교 재학 시절에 축구를 시작했고 청진시 송평구역 청소년체육학교 축구 지도 전담 교사로부터 발탁되었다고 한다. 선수 시절에는 압록강체육단 소속으로 활동했다.

## 국가대표 경력
라은심은 러시아에서 개최된 2006년 FIFA U-20 세계 여자 축구 선수권 대회에 참가한 조선민주주의인민공화국 여자 U-20 국가대표팀 명단에 이름을 올렸지만 본선에는 기용되지 않았다. 하지만 조선민주주의인민공화국이 해당 대회에서 우승을 차지하면서 2006년 9월에 조선민주주의인민공화국 정부로부터 김일성청년영예상을 받게 된다.
라은심은 중국에서 개최된 2007년 AFC U-20 여자 아시안컵에 참가한 조선민주주의인민공화국 여자 U-20 국가대표팀의 주장을 맡았으며 미얀마와의 조별 예선 경기에서 1골, 오스트레일리아와의 조별 예선 경기에서 1골, 일본과의 조별 예선 경기에서 1골, 일본과의 결승전 경기에서 1골을 기록하면서 조선민주주의인민공화국의 우승에 기여했다. 칠레에서 개최된 2008년 FIFA U-20 여자 월드컵에서도 조선민주주의인민공화국 여자 U-20 축구 국가대표팀의 주장을 맡았고 노르웨이의 조별 예선 경기에서 2골, 일본과의 8강전 경기에서 1골을 기록하면서 조선민주주의인민공화국의 준우승에 기여했다.
라은심은 2010년에 조선민주주의인민공화국 여자 축구 국가대표팀 선수로 발탁되었으며 중국에서 개최된 2010년 AFC 여자 아시안컵에서 조선민주주의인민공화국의 준우승에 기여했다. 2010년 광저우 아시안 게임에서는 태국과의 조별 예선 경기에서 1골을 기록했고 대한민국과의 준결승전 경기에서는 연장전에서만 2골을 기록했을 정도로 조선민주주의인민공화국의 여자 축구 은메달에 기여했다.
라은심은 독일에서 개최된 2011년 FIFA 여자 월드컵에 참가한 조선민주주의인민공화국 여자 축구 국가대표팀 명단에 이름을 올렸지만 조선민주주의인민공화국은 조별 예선에서 탈락했다. 2012년 런던 하계 올림픽 아시아 지역 최종 예선에서는 대한민국과의 경기에서 1골, 태국과의 경기에서 2골을 기록하면서 조선민주주의인민공화국의 2012년 런던 하계 올림픽 본선 진출에 기여했지만 본선 최종 명단에서는 제외되었다. 대한민국에서 개최된 2013년 EAFF 여자 동아시안컵에서는 한 골도 넣지 못 했지만 조선민주주의인민공화국은 해당 대회에서 우승을 차지했다.
라은심은 2014년 인천 아시안 게임에서 베트남과의 조별 예선 경기에서 2도움, 홍콩과의 조별 예선 경기에서 1골, 일본과의 결승전 경기에서 1골을 기록하면서 조선민주주의인민공화국의 여자 축구 금메달에 기여했다. 2014년 10월에는 조선민주주의인민공화국 정부로부터 로력영웅 칭호를 받았고 2015년 2월에는 조국평화통일위원회의 선전 매체인 《우리민족끼리》로부터 〈2014년 조선민주주의인민공화국 10대 최우수 선수〉 가운데 1번째 선수로 선정되었다.
라은심은 중국에서 개최된 2015년 EAFF 여자 동아시안컵에서 일본과의 경기에서 2골 1도움, 대한민국과의 경기에서 1골을 기록하면서 조선민주주의인민공화국의 우승을 견인했고 대회 득점왕에 오르는 영예를 안았다. 2015년 8월에는 조선민주주의인민공화국의 2015년 EAFF 여자 동아시안컵 우승에 기여한 공로를 인정받아 조선민주주의인민공화국 정부로부터 인민체육인 칭호를 받았고 2015년 12월에는 평양직할시에 위치한 인민문화궁전에서 열린 체육사업정형총화회의가 선정한 〈2015년 조선민주주의인민공화국 10대 최우수 선수〉 가운데 한 사람으로 선정되었다. 2016년 8월에는 리예경과 함께 조선민주주의인민공화국 여자 축구 국가대표팀 은퇴 경기를 치렀다.

## 수상
- 2006년 FIFA U-20 세계 여자 축구 선수권 대회 우승
- 2007년 AFC U-19 여자 챔피언십 우승
- 2008년 FIFA U-20 여자 월드컵 준우승
- 2010년 AFC 여자 아시안컵 준우승
- 2010년 광저우 아시안 게임 여자 축구 은메달
- 2013년 EAFF 여자 동아시안컵 우승
- 2014년 인천 아시안 게임 여자 축구 금메달
- 2015년 EAFF 여자 동아시안컵 우승